# Stylisma
Stylisma je rod slakovki smješten u tribus Cresseae, dio potporodice  Convolvuloideae. Sastoji se od 6 vrsta polugrmova rasprostranjenih od jugoistoka SAD-a do istočnog Teksasa. 
Rod je opisan u American Monthly Magazine and Critical Review 3(2): 101. 1818.

## Vrste
1. Stylisma abdita Myint
2. Stylisma aquatica (Walter) Raf.
3. Stylisma humistrata (Walter) Chapm.
4. Stylisma patens (Desr.) Myint
5. Stylisma pickeringii (Torr. ex M. A. Curtis) A. Gray
6. Stylisma villosa (Nash) House

## Sinonimi
- Plesilia Raf.; New Fl. 4: 55 (1838)